# 理想很遠
理想很遠（1995年—，LIHKG討論區 ID：8820），是一位香港女作家，主要撰寫科幻和奇幻類小說，作品起初主要於高登講故台、連登講故台和紙言連載，後被實體出版並多次被改編成舞台劇和廣播劇。

## 生平
理想很遠於1995年在香港出生。因文憑試中文成績僅獲2級而未能入讀心儀的中文系，改而入讀並畢業於英文系。大學時期她在友人的推薦下接觸香港文學，使她日後的寫作風格深受劉以鬯、董啟章等本地作家影響。理想很遠亦自2014年起開始自主創作小說，在高登講故台、連登講故台上連載了首部小說《愛聽陳奕迅的男孩——講一個第三者的故事》，隨後又在2017年連載了《遺憾修正萬事屋》，獲得大量網民好評，連載半年後便實體出版，首版在書展上推出後已迅即被搶購一空，亦於同年分別被五十七工作室和中大校園電台改編成舞台劇和廣播劇，反響正面。理想很遠隨後分別於2018、2019和2021年出版了與《萬事屋》相近、同屬奇幻風格的新作《孽債府》、《時光短路》和《誠信破產管理局》，同樣廣受讀者好評。
除小說創作外，理想很遠亦曾擔任劇團行政人員。

## 個人生活
理想很遠的丈夫為作家兼北區區議員張正皓，二人於2020年結婚，並在2021年一同移居英國。

## 軼聞
理想很遠的筆名來自於古巨基《愛得太遲》的副歌歌詞。

## 著作
- 《愛聽陳奕迅的男孩——講一個第三者的故事》（2015；未有實體出版）
- 《遺憾修正萬事屋》（2017）ISBN 978-9-88-779573-5
- 《孽債府》（2018）ISBN 978-9-88-784895-0
- 《花見》（2019）ISBN 978-9-88-792762-4
- 《時光短路》（2019）ISBN 978-9-88-792772-3
- 《人格試驗》（2020）ISBN 978-9-88-748111-9
- 《誠信破產管理局》（2021）ISBN 978-9-88-748121-8
- 《第二人妻》（2022）ISBN 978-9-88-748126-3
- 《命運列車》（2022）ISBN 978-9-88-761885-0
- 《宜卡傢俬過夜挑戰》（2023）ISBN 978-9-88-761892-8
- 《真人真事改編部》(2024) ISBN 978-6-26-400856-3

## 外部連結
- 理想很遠的Instagram帳戶
- 理想很遠的Facebook專頁